# پاکاراناها
پاکاراناها (نام علمی: Dinomyidae) نام یک تیره از فروراسته تشی‌آروارگان است.